# Circinisis circinata
Circinisis circinata is een zachte koraalsoort uit de familie Isididae. De koraalsoort komt uit het geslacht Circinisis. Circinisis circinata werd in 1976 voor het eerst wetenschappelijk beschreven door Grant. 